# Фавар (коммуна)
Фава́р (фр. и окс. Favars) — коммуна во Франции, находится в регионе Лимузен. Департамент — Коррез. Входит в состав кантона Тюль-Кампань-Нор. Округ коммуны — Тюль.
Код INSEE коммуны — 19082.
Коммуна расположена приблизительно в 410 км к югу от Парижа, в 75 км юго-восточнее Лиможа, в 7 км к западу от Тюля.

## Население
Население коммуны на 2008 год составляло 952 человека.
| 1962 | 1968 | 1975 | 1982 | 1990 | 1999 | 2008 |
| ---- | ---- | ---- | ---- | ---- | ---- | ---- |
| 405  | 419  | 558  | 772  | 902  | 834  | 952  |

## Администрация
| Период | Период | Фамилия       | Партия                              | Примечания |
| ------ | ------ | ------------- | ----------------------------------- | ---------- |
| 1983   | 2010   | Жан-Поль Дено |                                     |            |
| 2010   |        | Бернар Жовьон | Французская коммунистическая партия |            |

## Экономика

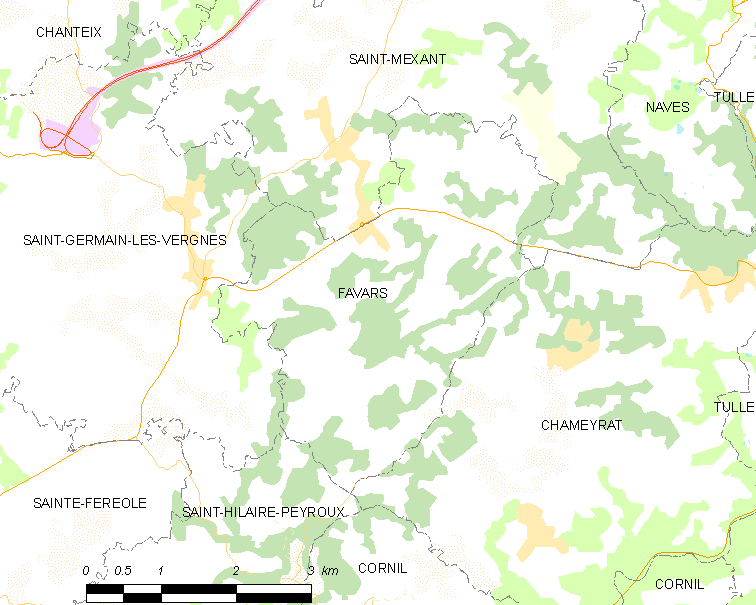
Карта коммуны

В 2007 году среди 608 человек в трудоспособном возрасте (15-64 лет) 460 были экономически активными, 148 — неактивными (показатель активности — 75,7 %, в 1999 году было 69,9 %). Из 460 активных работали 439 человек (234 мужчины и 205 женщин), безработных было 21 (9 мужчин и 12 женщин). Среди 148 неактивных 28 человек были учениками или студентами, 92 — пенсионерами, 28 были неактивными по другим причинам.

## Достопримечательности
- Замок XII века. Памятник истории с 1949 года[3]